# Florent Ogier
Florent Ogier, né le 21 mars 1989 à Lyon, est un footballeur français qui évolue au poste de défenseur central.

## Carrière
Florent Ogier est formé dans sa ville natale, à l'Olympique lyonnais mais après dix années passées dans les équipes jeunes, il rejoint le Grenoble Foot 38 où il passe deux saisons avec l'équipe réserve avant de rejoindre l'AS Lyon-Duchère. Il y passe une saison pleine et est repéré par le Dijon FCO qui évolue en Ligue 2.
Lors de la saison 2010-2011, il joue ses premiers matchs professionnels sous la tunique bourguignonne où il est titulaire indiscutable lors de la première partie de saison. La saison suivante, le club le prête au Besançon RC qui évolue en National. Il y fait une saison en pleine en participant à trente-cinq matchs toutes compétitions confondues et revient au club au terme d'une saison ponctuée par la relégation du club bisontin. Utilisé essentiellement avec l'équipe réserve lors de la première partie de saison 2012-2013, il résilie son contrat avec le Dijon FCO lors du mercato hivernal pour trouver du temps de jeu et s'engage avec le Paris FC, pensionnaire de National, pour y terminer la saison.
Au terme de la saison, il s'engage avec Le Poiré-sur-vie VF, également pensionnaire de National. Il n'y reste qu'une saison avant de s'engager en faveur du FC Bourg-Péronnas, autre pensionnaire de National pour deux saisons. Titulaire important du club dès sa première saison, il participe à la montée du club en Ligue 2 et retrouve donc la seconde division la saison suivante.
Libre au terme de la saison, il signe en faveur du FC Sochaux-Montbéliard qui évolue en Ligue 2.
Lors de la saison 2018-2019, il est avec Mehdi Jeannin l'un des deux délégués syndicaux de l'UNFP au sein du Clermont Foot.

## Statistique
| Saison                | Club                   | Championnat           | Championnat | Championnat | Coupe nationale | Coupe nationale | Coupe de la Ligue | Coupe de la Ligue | Total | Total |
| Saison                | Club                   | Division              | M.          | B.          | M.              | B.              | M.                | B.                | M.    | B.    |
| 2009-2010             | AS Lyon-Duchère        | National              | 31          | 1           | -               | -               | -                 | -                 | 31    | 1     |
| 2010-2011             | Dijon FCO              | Ligue 2               | 16          | 0           | 1               | 0               | -                 | -                 | 17    | 0     |
| 2011-2012             | Besançon RC (prêt)     | National              | 33          | 0           | 2               | 0               | -                 | -                 | 35    | 0     |
| 2012-2013             | Paris FC               | National              | 16          | 1           | -               | -               | -                 | -                 | 16    | 1     |
| 2013-2014             | Le Poiré-sur-Vie VF    | National              | 19          | 2           | -               | -               | -                 | -                 | 19    | 2     |
| Sous-total            | Sous-total             | Sous-total            | 115         | 4           | 3               | 0               | 0                 | 0                 | 118   | 4     |
| 2014-2015             | FC Bourg-Péronnas      | National              | 29          | 1           | 1               | 0               | -                 | -                 | 30    | 1     |
| 2015-2016             | Bourg-en-Bresse 01     | Ligue 2               | 28          | 2           | 2               | 1               | 2                 | 0                 | 32    | 3     |
| Sous-total            | Sous-total             | Sous-total            | 57          | 3           | 3               | 1               | 2                 | 0                 | 62    | 4     |
| 2016-2017             | FC Sochaux-Montbéliard | Ligue 2               | 36          | 2           | 1               | 0               | 3                 | 0                 | 40    | 2     |
| 2017-2018             | FC Sochaux-Montbéliard | Ligue 2               | 32          | 0           | 5               | 0               | 1                 | 0                 | 38    | 0     |
| Sous-total            | Sous-total             | Sous-total            | 68          | 2           | 6               | 0               | 4                 | 0                 | 78    | 2     |
| 2018-2019             | Clermont Foot          | Ligue 2               | 35          | 3           | 3               | 0               | 1                 | 1                 | 39    | 4     |
| 2019-2020             | Clermont Foot          | Ligue 2               | 24          | 2           | 1               | 0               | 2                 | 0                 | 27    | 2     |
| 2020-2021             | Clermont Foot          | Ligue 2               | 38          | 0           | -               | -               | -                 | -                 | 38    | 0     |
| 2021-2022             | Clermont Foot          | Ligue 1               | 30          | 1           | -               | -               | -                 | -                 | 30    | 1     |
| 2022-2023             | Clermont Foot          | Ligue 1               | 26          | 0           | 1               | 0               | -                 | -                 | 27    | 0     |
| 2023-2024             | Clermont Foot          | Ligue 1               | 6           | 1           | 0               | 0               | -                 | -                 | 6     | 1     |
| Sous-total            | Sous-total             | Sous-total            | 159         | 7           | 5               | 0               | 3                 | 1                 | 167   | 8     |
| Total sur la carrière | Total sur la carrière  | Total sur la carrière | 399         | 16          | 17              | 1               | 9                 | 1                 | 425   | 18    |

## Palmarès
Il est champion de CFA2 en 2009 avec l'équipe réserve du Grenoble Foot 38.